# Echinotheridion utibile
Echinotheridion utibile là một loài nhện trong họ Theridiidae.
Loài này thuộc chi Echinotheridion. Echinotheridion utibile được Eugen von Keyserling miêu tả năm 1884.